# Piccola Diomede
Piccola Diomede (in inglese Little Diomede; in russo Остров Крузенштерна?, Ostrov Kruzenšterna; in inupiaq Iŋaliq) è un'isola degli Stati Uniti.

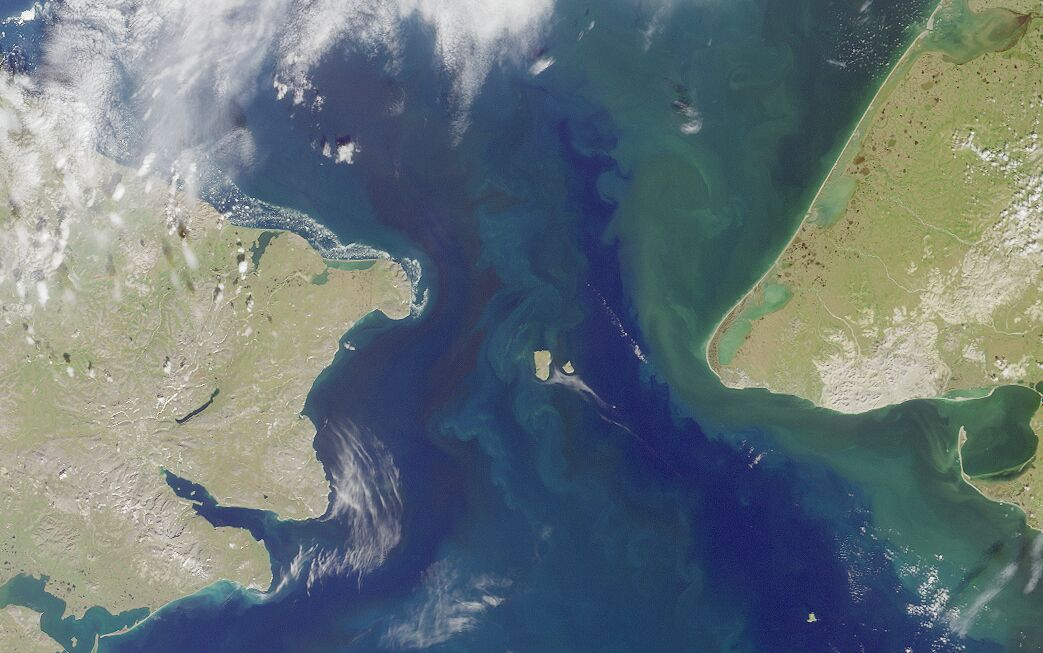
Foto satellitare dello stretto di Bering, con le isole Diomede al centro

Si trova nello stretto di Bering e amministrativamente appartiene allo stato dell'Alaska.
Vasta poco più di 7 km², è la più orientale delle isole Diomede e fronteggia a circa 4 km di distanza la Grande Diomede, che appartiene alla Russia.
A differenza della Grande Diomede, che è disabitata, sull'estremità occidentale della Piccola si trova la cittadina di Diomede.
Ai tempi della guerra fredda le due isole erano il punto più vicino tra le due superpotenze dell'epoca, gli Stati Uniti e l'Unione Sovietica. 

## Geografia
La Piccola Diomede è un'isola situata nel stretto di Bering, parte degli Stati Uniti, con una popolazione di circa 100 persone, principalmente Inupiat. ,si trova 40 km ad ovest della terraferma, a nord-ovest del Capo Prince of Wales (capo Principe di Galles), estremo punto occidentale della penisola di Seward. La linea internazionale del cambio di data passa fra la Piccola (UTC-9) e la Grande Diomede (UTC+12), quindi le due isole a 3 km una dall'altra sono divise da 21 ore di differenza (quindi quasi un giorno) di fuso orario, la massima differenza di fuso tra due isole così vicine.
Le isole sono quanto rimane della Beringia, il ponte di terra dello stretto di Bering, che ha collegato in vari periodi l'Alaska e la Siberia durante le ere glaciali del Pleistocene.

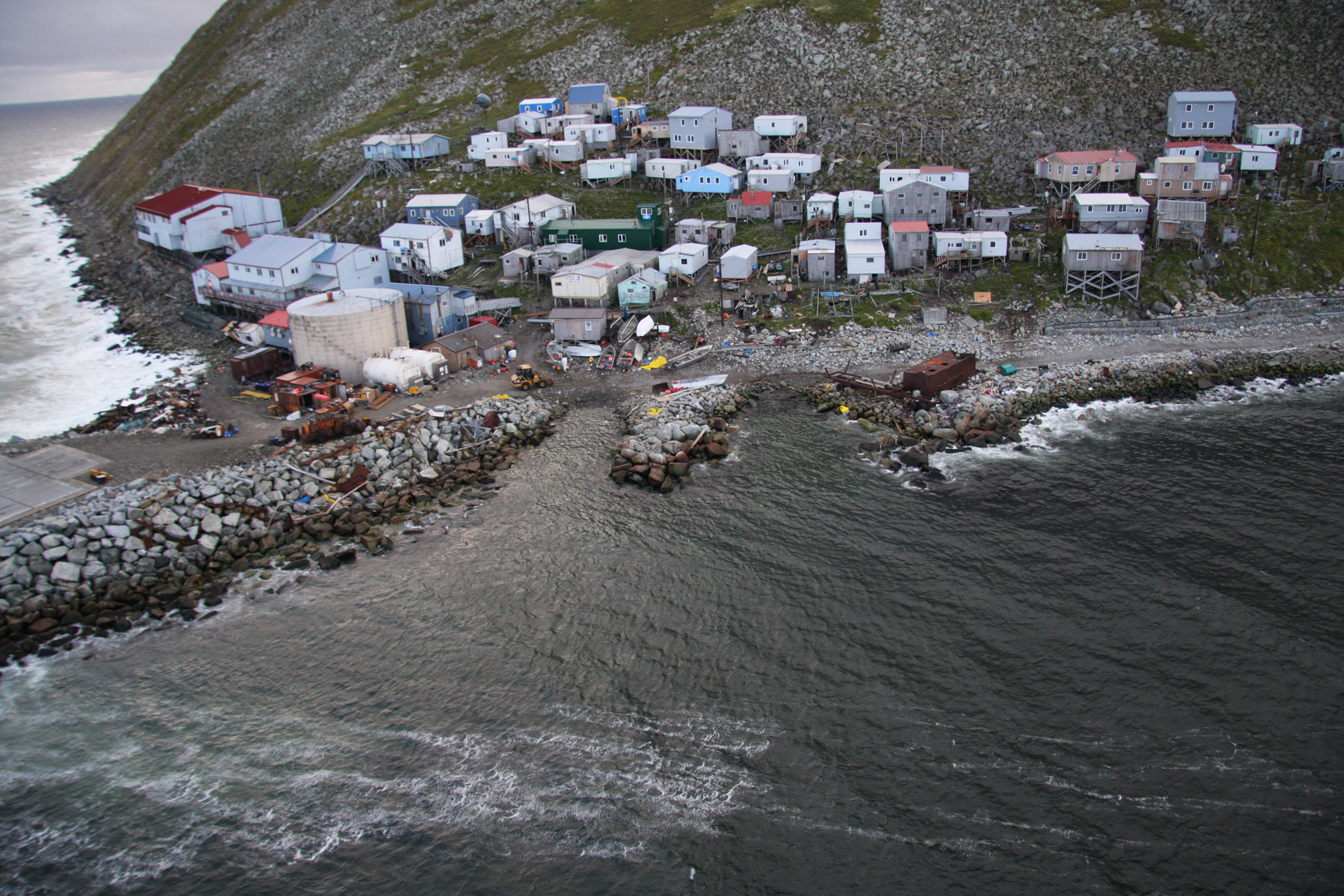
Il villaggio di Diomede sulla Piccola Diomede, Stati Uniti

### Economia
L'economia dell'isola si basa sulla pesca e sulla caccia di sussistenza, pratiche tradizionali degli Inupiat.

### Relazioni con la Grande Diomede
Le popolazioni indigene delle due isole Diomede avevano storicamente relazioni frequenti, interrotte durante la guerra fredda quando il confine è diventato noto come la "Cortina di Ghiaccio". Recentemente, ci sono stati tentativi di ricongiungimento familiare.

### Presenze Militari
A differenza della Grande Diomede, che ospita una base militare russa, la Piccola Diomede non ha presenze militari permanenti note.